# La Cañada, Chiapas
La Cañada är en ort i Mexiko.   Den ligger i kommunen Bochil och delstaten Chiapas, i den sydöstra delen av landet, 700 km öster om huvudstaden Mexico City. La Cañada ligger 1 447 meter över havet och antalet invånare är 293.
Terrängen runt La Cañada är huvudsakligen kuperad, men västerut är den bergig. Runt La Cañada är det ganska tätbefolkat, med 116 invånare per kvadratkilometer. Närmaste större samhälle är Bochil, 5,2 km nordost om La Cañada. I omgivningarna runt La Cañada växer huvudsakligen savannskog.